# Współczynnik determinacji

Kwartet Anscombe’a – cztery zbiory obserwacji, które pasują w identycznym stopniu (także w sensie R²) do takiego samego modelu liniowego.

Współczynnik determinacji R² – jedna z miar jakości dopasowania modelu do danych uczących. Jego dopełnieniem jest współczynnik zbieżności, {\displaystyle \varphi ^{2}=1-R^{2}.} Występuje obecnie w wielu wariantach stosujących różnorodne poprawki. Jego pierwotne opracowanie przypisuje się m.in. publikacji Sewalla Wrighta z 1921, która opiera się z kolei m.in. na artykule K. Pearsona z 1897.
Obecnie, współczynnik determinacji wykorzystuje się głównie w celach pomocniczych. Lepszymi narzędziami do tego celu są np. kryteria informacyjne AIC, BIC, czy sprawdzian krzyżowy. Już Wright nie przedstawiał R² jako wyczerpującej miary dopasowania modelu do badanego zjawiska, szczególnie nie w sensie wyjaśnienia przyczynowego. Współczynnik determinacji opisuje jedynie oszacowaną na podstawie próby macierz wielokrotnej korelacji obecnych w modelu zmiennych, przy założeniu prawdziwości modelu. Ignoruje dopasowanie modelu do danych spoza próby, oraz problem pominiętych zmiennych. Maksymalizacja tej miary prowadzi do nadmiernego dopasowania modelu do danych uczących. Schmueli uznaje w tym kontekście tradycję opisywania korelacji zmiennych jako ich wzajemnego wyjaśniania lub determinacji – co może sugerować wytłumaczenie przyczynowe – za szczególnie zwodniczą.

## Współczynnik determinacji
Informuje o tym, jaka część zmienności (wariancji) zmiennej objaśnianej w próbie pokrywa się z korelacjami ze zmiennymi zawartymi w modelu. Jest on więc miarą stopnia, w jakim model pasuje do próby. Współczynnik determinacji przyjmuje wartości z przedziału [0;1] jeśli w modelu występuje wyraz wolny, a do estymacji parametrów wykorzystano metodę najmniejszych kwadratów. Jego wartości najczęściej są wyrażane w procentach. Dopasowanie modelu jest tym lepsze, im wartość R² jest bliższa jedności. Wyraża się on wzorem:
{\displaystyle R^{2}:={\frac {\sum \limits _{i=1}^{n}({\hat {y}}_{i}-{\overline {y}})^{2}}{\sum \limits _{i=1}^{n}(y_{i}-{\overline {y}})^{2}}}\geqslant 0,}
gdzie:
{\displaystyle y_{i}} – {\displaystyle i}-ta obserwacja zmiennej {\displaystyle y,}
{\displaystyle {\hat {y}}_{i}} – wartość teoretyczna zmiennej objaśnianej (na podstawie modelu),
{\displaystyle {\overline {y}}} – średnia arytmetyczna empirycznych wartości zmiennej objaśnianej.

## Interpretacja
Współczynnik {\displaystyle R^{2}} ma jasną interpretację tylko w sytuacji, gdy współczynniki modelu {\displaystyle y=X\beta +\varepsilon } zostały wyestymowane metodą najmniejszych kwadratów i w modelu występuje wyraz wolny. Wówczas {\displaystyle 0\leqslant R^{2}\leqslant 1} i R^2 można interpretować jako miarę dopasowania modelu do danych.
Dowód.
{\displaystyle {\begin{aligned}&\sum _{i=1}^{n}(y_{i}-{\overline {y}})^{2}\\[1ex]={}&\sum _{i=1}^{n}(y_{i}-{\hat {y}}_{i}+{\hat {y}}_{i}-{\overline {y}})^{2}\\[1ex]={}&\sum _{i=1}^{n}(y_{i}-{\hat {y}}_{i})^{2}+\sum _{i=1}^{n}({\hat {y}}_{i}-{\overline {y}})^{2}+2\sum _{i=1}(y_{i}-{\hat {y}}_{i})({\hat {y}}_{i}-{\overline {y}}).\end{aligned}}}
Ostatnią sumę możemy rozpisać
{\displaystyle \sum _{i=1}^{n}(y_{i}-{\hat {y}}_{i})({\hat {y}}_{i}-{\overline {y}})=\sum _{i=1}^{n}(y_{i}-{\hat {y}}_{i}){\hat {y}}_{i}-{\overline {y}}\sum _{i=1}^{n}(y_{i}-{\hat {y}}_{i}).}
Pierwsza z tych sum jest równa
{\displaystyle {\begin{aligned}&\sum _{i=1}^{n}(y_{i}-{\hat {y}}_{i}){\hat {y}}_{i}\\[1ex]={}&{\hat {y}}^{T}(y-{\hat {y}})\\[1ex]={}&{\hat {\beta }}^{T}X^{T}(y-{\hat {y}})\\[1ex]={}&{\hat {\beta }}^{T}X^{T}(y-X{\hat {\beta }})\\[1ex]={}&{\hat {\beta }}^{T}X^{T}y-{\hat {\beta }}^{T}X^{T}X{\hat {\beta }}\\[1ex]={}&{\hat {\beta }}^{T}X^{T}y-{\hat {\beta }}^{T}X^{T}X(X^{T}X)^{-1}X^{T}y=0.\end{aligned}}}
Z powyższego rachunku wynika także, że w metodzie najmniejszych kwadratów macierz {\displaystyle X^{T}} jest ortogonalna do wektora reszt {\displaystyle y-{\hat {y}},} tzn.
{\displaystyle X^{T}(y-{\hat {y}})=0.}
Jeżeli w modelu {\displaystyle y=X\beta +\varepsilon } występuje wyraz wolny, to macierz {\displaystyle X} zwiera kolumnę, a macierz {\displaystyle X^{T}} – rząd jedynek. W takiej sytuacji tożsamość {\displaystyle X^{T}(y-{\hat {y}})=0} implikuje równość
{\displaystyle \sum _{i=1}(y_{i}-{\hat {y}}_{i})=0}
i otrzymujemy
{\displaystyle \sum _{i=1}^{n}(y_{i}-{\overline {y}})^{2}=\sum _{i=1}^{n}(y_{i}-{\hat {y}}_{i})^{2}+\sum _{i=1}^{n}({\hat {y}}_{i}-{\overline {y}})^{2}.}
Wówczas
{\displaystyle R^{2}:={\frac {\sum \limits _{i=1}^{n}({\hat {y}}_{i}-{\overline {y}})^{2}}{\sum \limits _{i=1}^{n}(y_{i}-{\overline {y}})^{2}}}={\frac {\sum \limits _{i=1}^{n}({\hat {y}}_{i}-{\overline {y}})^{2}}{\sum \limits _{i=1}^{n}(y_{i}-{\hat {y}}_{i})^{2}+\sum \limits _{i=1}^{n}({\hat {y}}_{i}-{\overline {y}})^{2}}}={\frac {1}{1+{\frac {\sum _{i=1}^{n}(y_{i}-{\hat {y}}_{i})^{2}}{\sum _{i=1}^{n}({\hat {y}}_{i}-{\overline {y}})^{2}}}}}\leqslant 1\ \blacksquare }

## Współczynnik zbieżności
Współczynnik zbieżności {\displaystyle \varphi ^{2}} określa, jaka część zaobserwowanej w próbie zmienności zmiennej objaśnianej nie pasuje do modelu (mieści się w jego błędzie). Współczynnik zbieżności przyjmuje wartości z przedziału [0;1]; wartości te najczęściej są wyrażane w procentach. Dopasowanie modelu jest tym lepsze, im wartość {\displaystyle \varphi ^{2}} jest bliższa zeru. Wyraża się on wzorem:
{\displaystyle \varphi ^{2}:=1-R^{2},}
lub też (jeżeli w modelu występuje wyraz wolny, a współczynniki zostały wyestymowane metodą najmniejszych kwadratów)
{\displaystyle {\begin{aligned}\varphi ^{2}&=1-R^{2}\\[1ex]&={\frac {\sum _{i=1}^{n}(y_{i}-{\overline {y}})^{2}}{\sum _{i=1}^{n}(y_{i}-{\overline {y}})^{2}}}-{\frac {\sum _{i=1}^{n}({\hat {y}}_{i}-{\overline {y}})^{2}}{\sum _{i=1}^{n}(y_{i}-{\overline {y}})^{2}}}\\[1em]&={\frac {\sum _{i=1}^{n}(y_{i}-{\overline {y}})^{2}-\sum _{i=1}^{n}({\hat {y}}_{i}-{\overline {y}})^{2}}{\sum _{i=1}^{n}(y_{i}-{\overline {y}})^{2}}}\\[1ex]&={\frac {\sum _{i=1}^{n}(y_{i}-{\hat {y}}_{i})^{2}}{\sum _{i=1}^{n}(y_{i}-{\overline {y}})^{2}}},\end{aligned}}}
gdzie {\displaystyle {\hat {y}}_{i},} {\displaystyle y_{i}} oraz {\displaystyle {\overline {y}}} są określone jak w części poprzedniej.